# Padre Garcia
Padre Garcia (in passato Lumang Bayan) è una municipalità di terza classe delle Filippine, situata nella Provincia di Batangas, nella Regione del Calabarzon.
Padre Garcia è formata da 18 baranggay:
- Banaba
- Banaybanay
- Bawi
- Bukal
- Castillo
- Cawongan
- Manggas
- Maugat East
- Maugat West
- Pansol
- Payapa
- Poblacion
- Quilo-quilo North
- Quilo-quilo South
- San Felipe
- San Miguel
- Tamak
- Tangob